# 夜 (著作)
《夜》（意第緒語：‎）是埃利·維瑟爾取材自本身經歷的著作，記述他和父親施羅摩在1944年至1945年間，二次大戰接近尾聲、猶太人大屠殺的極端時期，被送往納粹德國奧斯威辛和布痕瓦爾德集中營的種種際遇。

## 內容概要
在短短逾百頁稀少、片段的敘述中，維瑟爾以他的單純對比大屠殺的殘酷駭人，寫下關於上帝已死及對人性漸長的厭惡，呈現了集中營內父子關係的逆轉：父親乾癟、孱弱，而他成了他父親的照顧者，滿腹憎恨而憤世。「但願我能擺脫這累贅……我緊接地為自己感到羞恥，永遠感到羞恥。」在《夜》中，一切事物都是反轉的，所有價值都已泯滅。「這裡沒有父親、沒有兄弟、沒有朋友，」一個囚監曾對維瑟爾說：「人人只為自己而生而死。」

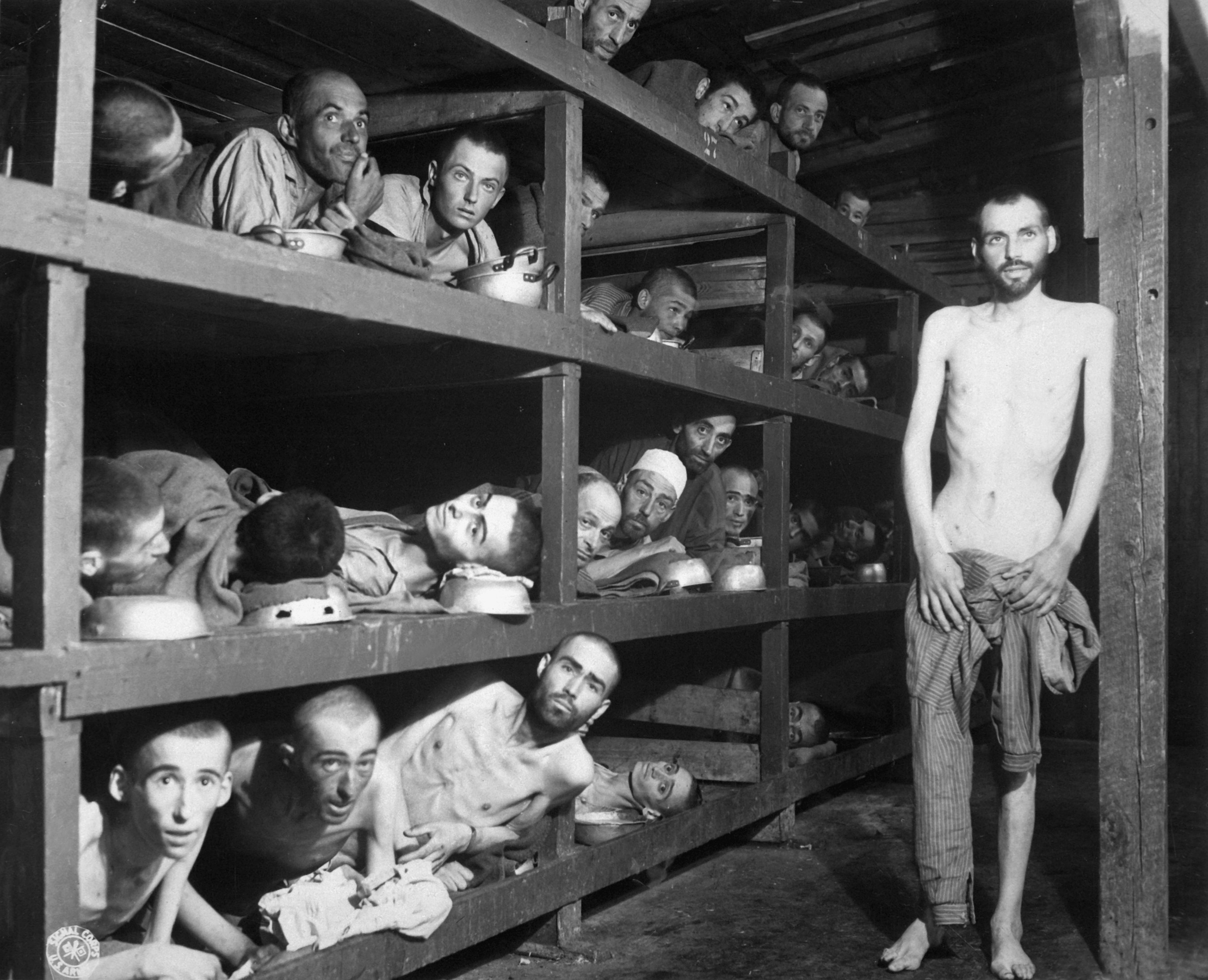
布痕瓦尔德集中营（埃利·维瑟尔为從底層算第2層，再从左算第7人位在木柱旁、時年16歲）

1945年4月，當美軍終於抵達、解放布痕瓦爾德集中營時，維瑟爾只有十六歲，他的父親在布痕瓦爾集中營染上痢疾，過世於1月28日。維瑟爾離開集中營後，他已對上帝和人類失去信任，閉口不提他的任何經歷，只寄望時間能讓他認清世界。沉默了十年後的1954年，他以意第緒語寫了一份865頁的手稿，1955年於布宜諾斯艾利斯發表，出版為《而世界依然緘默》（Un di Velt Hot Geshvign）一書。同年5月被法國小說家弗朗索瓦·莫里亞克說服，答應為更廣大的讀者而書。
然而，即使有莫里亞克背書，維瑟爾的作品仍一再被出版社退稿：理由是它太「病態」，不會有人想了解當年的歷史。1958年，經過莫里亞克一再奔走，長178頁的《夜》終於由子夜出版社在法國付梓，並於1960年9月在美國出版了116頁的英語版本。五十年後，它和普利摩·李維的《如果這是一個人》及安妮·法蘭克的《安妮的日記》齊名，並列為猶太大屠殺的經典作品。

## 延伸閱讀
- 埃利·維瑟爾人文基金會（页面存档备份，存于）
- Greenberg, Irving, and Alvin H. Rosenfeld (eds.) (1978). Confronting the Holocaust: The Impact of Elie Wiesel. Indiana University Press.
- Sibelman, Simon P. (1995). Silence in the Novels of Elie Wiesel. St. Martin's Press.
- Wieseltier, Leon (1998). Kaddish. Random House.
- Young, James E. (1988). Writing and Rewriting the Holocaust. Indiana University Press.

研讀指引
- "Night Book Notes" （页面存档备份，存于）, BookRags, accessed July 2, 2010.
- "Night Study Notes" （页面存档备份，存于）, Sparknotes, accessed July 2, 2010.
- "Night Study Guide & Essays" （页面存档备份，存于）, GradeSaver, accessed July 2, 2010.
- "Night , Novelguide.com, accessed July 2, 2010.

## 相關著作
- 《一個德國人的故事》，賽巴斯提安·哈夫納著
- 《安妮的日記》，安妮·法蘭克著
- 《如果這是一個人》，普利摩·李維著
- 《白玫瑰 一九四三》，英格·艾歇-蕭爾著
- 《破解希特勒》，賽巴斯提安·哈夫納著